# مرفق لاعب التنس
مرفق لاعب التنس أو التهاب لقيمة العضد الوحشية (الجانبية) (بالإنجليزية: Tennis elbow أو lateral epicondylitis) هي حالة مرضية يكون فيها الجزء الخارجي من المرفق ملتهب ومؤلم. مرفق لاعب التنس هو التهاب حاد أو مزمن في الأوتار التي تربط عضلات الساعد على الجزء الخارجي من المرفق (لقيمة العضد الوحشية). تتلف عضلات وأوتار الساعد بسبب الإفراط في الاستخدام أو الإفراط في تكرار نفس الحركة، مما يؤدي إلى الالتهاب والحساسية على الجزء الخارجي للمرفق.
أي نشاط، بما في ذلك لعب التنس، يتضمن تكرار استخدام عضلات الساعد الباسطة قد يسبب التهاب وتري حاد أو مُزمن في مغارز أوتار هذه العضلات عند لقيمة العضد الوحشية. هذه الحالة شائعة بين النجارين وغيرهم من العمال الذين يستخدمون آلات تتطلب أرْجَحة الساعد، مثل المطرقة.
يُنسب الفضل دائما للطبيب الألماني د. رونجة (Dr. F. Runge)  على أول تشخيص لهذه الحالة عام 1873  حيث أسماها «تقلص عضلات الكاتب» (بالإنجليزية: writer's cramp). أُطلق عليها لاحقاُ اسم «مرفق النساء الغسّالات» (بالإنجليزية: washer women's elbow). ثم ظهر مصطلح لاعب التنس لأول مرة عام 1883 في مقالة للجرّاح الإنجليزي د. هنري موريس (Henry Morris) تٌسمى «مرفق تنس العشب» (Lawn-tennis elbow).
تجدر الإشارة إلى أن حوالي 5% فقط من مصابي «مرفق لاعب التنس» هم من لاعبي كرة مضرب التنس
.

## العلامات والأعراض
- ألم في الجزء الخارجي من المرفق (لقيمة العضد الوحشية).
- نقطة إيلام فوق اللقيمة الوحشية (الجزء البارز من العظام في الجزء الخارجي من المرفق).
- ألم عند قبض اليد على شئ، وعند تحريك المعصم ولا سيما مدّ اليد، وعند رفع الأشياء.
- ألم من الأنشطة التي تستخدم عضلات مدّ المعصم (مثل سكب وعاء به السائل، أو رفع أشياء ويكون كفّ اليد إلى أسفل، وعند المسح ياليد المصابة، خصوصا الحركات التي تتطلب حركة المعصم)
- تكون نقاط هشة رقيقة على الجزء الخارجي من اللقيمة الوحشية.
- تحجر أو صلابة العضو عن الاستيقاظ من النوم.

الأعراض المصاحبة لمرفق التنس تشمل ولا تقتصر على: ألم يشع من خارج المرفق إلى الساعد والرسغ، ألم أثناء تمديد المعصم، ضعف في الساعد، إيلام القبضة حين المصافحة أو عند تدوير مقابض الأبواب، وعدم التمكن من حمل أشياء ثقيلة نسبيا باليد. هناك إصابة وألم مشابه لهذه الحالة يعرف باسم مرفق لاعب الغولف، ولكنها تحدث في الجانب الإنسيّ للمرفق.

## الأسباب
السبب الرئيس في التهاب اللقيمة الوحشية هو الاستخدام المبالغ فيه والإجهاد المتتالي، علاوة على ذلك فإن العضلة الكعبرية الصغيرة الباسطة للأوتار extensor carpi radialis brevis)) تلعب دوراً مهما في نشأة الالتهاب.
اقترحت الدراسات على أن سبب هذا التهاب هو زيادة مد المفصل إلا أن هناك دراسات أخرى أثبتت أن الصدمات والضربات المفاجئة على اللقيمة الوحشية تتسبب بأكثر من نصف حالات هذا النوع من الإصابة. إن لعب التنس بطريقة غير سليمة عند ضرب الكرة يشكل أحد الأسباب لبداية التهاب اللقيمة الوحشية.

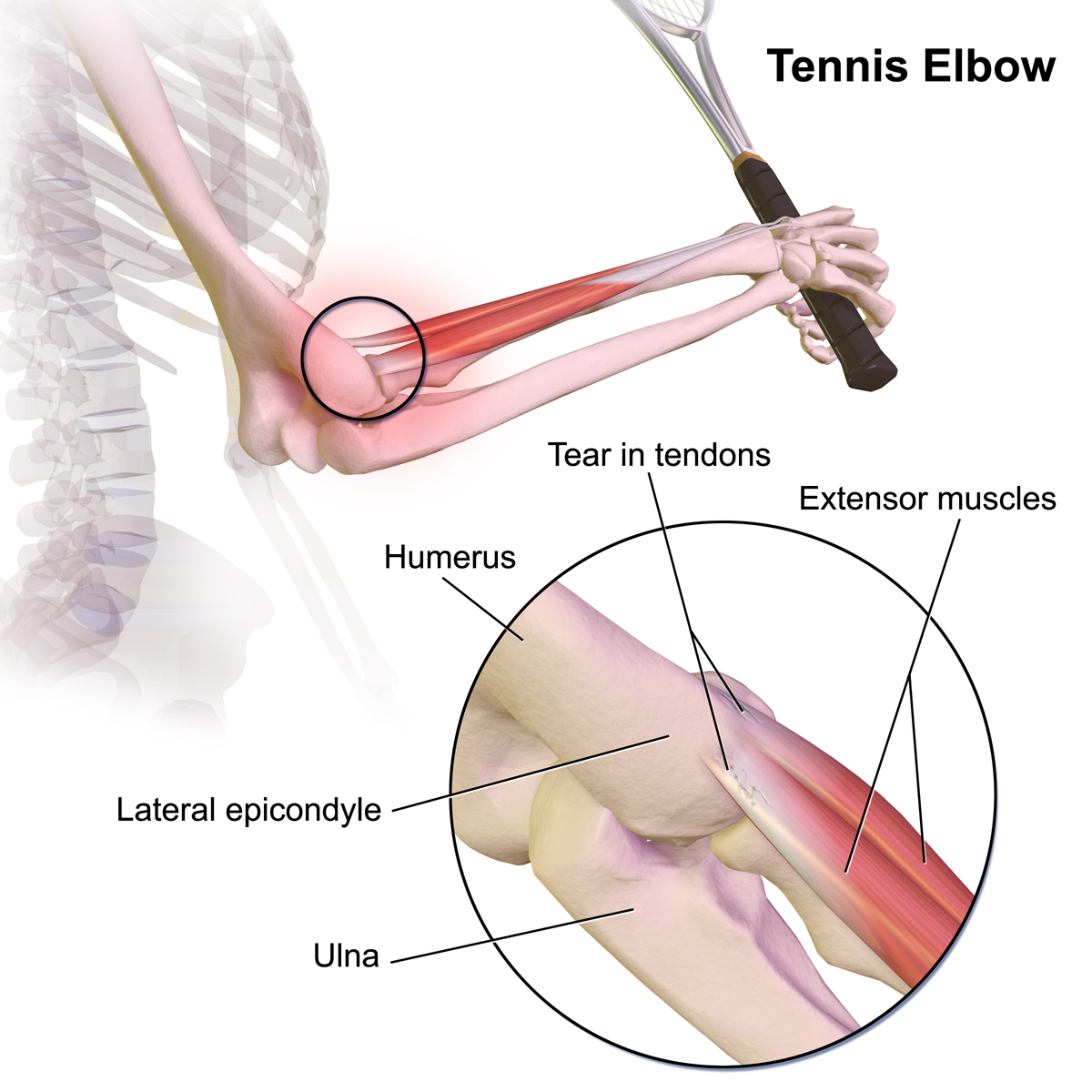
مرفق لاعب التنس

سيرياكس  اقترح فرضية لتفسير نشوء التهاب اللقيمة الوحشية. تقول الفرضية أن هناك تمزقات مجهرية وغير مجهرية واقعة بين الوتر الباسط وغشاء عظم اللقيمة الوحشية. قامت عملية باختبار هذه الدراسة ووجدت تمزقات عند أطراف الأوتار عند 28 من أصل 39 مريض. اقترح كابلان بأن العصب الكعبري يؤثر بشكل كبير في مرفق لاعب التنس. وأشار إلى انقباض هذا العصب عند التصاقه بغشاء المرفق الكعبري العضدي وبالعضلة الباسطة الصغرى في الرسغ. بعض الاضطرابات مثل تكلس الكفة المدورة، والتهاب وتر العضلة ذات رأسين، ومتلازمة النفق الرسغي قد تزيد من فرصة حدوث مرفق لاعب التنس.

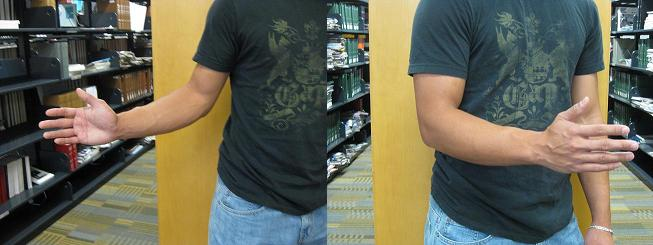
أمثلة على حركات متتالية قد تسبب التهاب اللقيمة الوحشية

## الفسيولوجيا المرضية
نتائج تحضير الأنسجة أظهرت أنسجة محببة وتمزقات مجهرية وتغيرات ضارة مع عدم وجود أثر بارز لآلية الاتهاب العادي لذلك استبدلت التسمية إلى التهاب وتري بدل من التهاب اللقيمة الوحشية.
عند فحص مرفق لاعب التنس، لا تظهر عليه علامات الالتهاب، لذلك يسمى ب [angio-fibroblastic tendinosis].
عند دراسة نسيج مرفق لاعب التنس لا يظهر أي نسيج التهابي. يظهر الصونوغرام تغلظاً وعدم تجانس في الوتر الباسط عند وجود هذا الالتهاب. كما وتظهر الموجات فوق الصوتية تكلسات وتمزقات داخلية غير منتظمة في اللقيمة الوحشية. وعلى الرغم من أن مصطلح التهاب اللقيمة الوحشية متداول لدى الأطباء إلا أنهم لم يجدو دليل فعلي على وجود التهاب حاد أو مزمن مع هذا المرض حيث أظهرت دراسات الأنسجة أن هذا المرض هو عبارة عن انحلالات وتفسخات في الأوتار مما يؤدي إلى ترتيب الكوللاجين بطريقة غير منتظمة ولذلك يعد لفظ tendinosis أو tendinopathy أفضل من لفظة tendinitis وأكثر استعمالا وأدق ”.
تبين موجات كولور دوبلر الفوق صوتية وجود تغيرات في بنية الأوتار تدفق الدم، ووجود مناطق لديها صدى منخفض (للموجات) في المناطق التي يوجد بها الألم.

## الوقاية
على الأفراد اللاعبين أن يتعلمو لعب الرياضة وخاصة التنس بالطريقة الصحيحة، لأنه كلما كانت آليات اللعب ضعيفة وسنوات اللعب أكثر، ازدادت فرصة الإصابة بمرض «مرفق لاعب التنس» وعلى ذلك فإن اللاعبين من تصنيف أ وب هم أكثر عرضة للإصابة من الأفراد ذوي المرتبة جـ.
هناك طرق أخرى يمكن من خلالها تقليل خطر الإصابة ومنها:
- عدم أو تقليل اللعب عند الشعور بالألم في عظمة الجزء الخارجي من المرفق.
- الحفاظ على صحة جسم ووزن جيدان.
- تقوية عضلات الذراع.
- استخدام الأدوات الرياضية المناسبة للعمر والطاقة وطبيعة العضلات.

## التشخيص

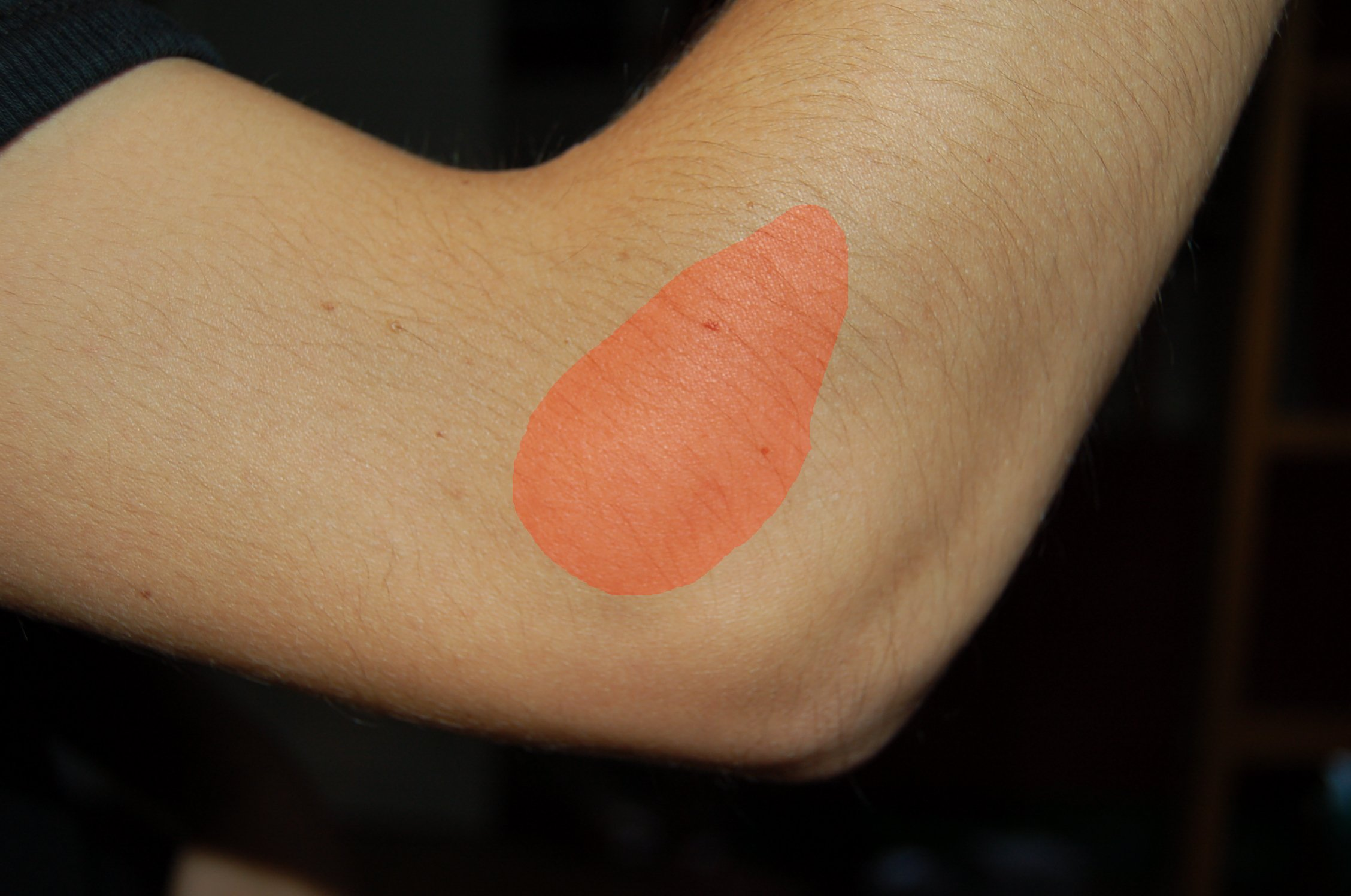
منطقة الألم في اصابة مرفق لاعب التنس

لتشخيص مرفق التنس، يقوم الطبيب بإجراء مجموعة من الاختبارات ويضغط على المنطقة المصابة في حين يطلب من المريض تحريك المرفق والرسغ والأصابع. يمكن للأشعة السينية تأكيد وتميز أسباب الألم التي لا علاقة لها بمرفق التنس، مثل كسر أو التهاب المفاصل. الموجات فوق الصوتية الطبية والتصوير بالرنين المغناطيسي (MRI) هي أدوات ثمينة أخرى للتشخيص ولكن في كثير من الأحيان يتم تجنبها بسبب التكلفة العالية. يمكن للـ MRI تأكيد السوائل الزائدة والتورم في المنطقة المتضررة من المرفق، مثل نقطة التقاء عظم الساعد والعضلة الكعبرية القصيرة الباسطة للرسغ.
يتم التشخيص من خلال العلامات والأعراض السريرية المتمايزة التي تبين خصائص هذه الإصابة وتميزها عن الإصابات الأخرى. عند مدّ المرفق مدّاً كاملاً، يشعر المريض بنقاط من الإيلام على النقطة المتضررة من المرفق، والتي هي منشأ العضلة الكعبرية القصيرة الباسطة للرسغ من اللقيمة الوحشية. هناك أيضاً ألم مع ثني المعصم السلبي (أي بدون مقاومة) وألم في الجزء الخارجي من مفصل المرفق عند تمديد المعصم ضد قوة معاكسة مقاومة (اختبار كوزين) (بالإنجليزية: Cozen's test). عند وختبار مقاومة تمديد الإصبع الأوسط وحده والشعور بألم، فإن ذلك قد يشير إلى اصابة العضلة الباسطة للأصابع كذلك. تُستخدم هذه الاختبارات لقياس وتشخيص الحالة.
اعتمادا على شدة وعدد إصابات الأوتار التي تراكمت، فإن العضلة الكعبرية القصيرة الباسطة للرسغ قد لا تشفى بالكامل من قبل العلاج المحافظ. يعرّف نيرشل (Nirschl) أربع مراحل متصاعدة من التهاب اللقيمة الجانبي، والتي تبين وجود ضرر دائم ابتداء من المرحلة الثانية (2):
1. التغيرات الالتهابية القابلة للانعكاس (الشفاء).
2. تغيرات مرضية غير قابلة للعكس في منشأ العضلة الكعبرية القصيرة الباسطة للرسغ.
3. تمزق في منشأ العضلة الكعبرية القصيرة الباسطة للرسغ.
4. حدوث تغييرات ثانوية: مثل التليف أو التكلس.[17]

## العلاج
مجمل بيانات العلاج المثبتة قبل عام 2010 ضعيفة  ، اذ كانت هناك تجارب سريرية للمعالجة بالعديد من الطرق المقترحة، ولكن جودة تلك التجارب كانت ذات نوعية رديئة.
أُجريَت دراسة في عام 2009 تبحث في استخدام علاج استطالة العضلات بالعصا المطاطية (بالإنجليزية: rubber bar) إلى جانب العلاجات القياسية. أوقفت التجارب بعد ثمانية أسابيع لأن التحسن الذي طرأ باستخدام العصا المطاطية للعلاج كان كبيرا جدا. وبناء على صغر حجم العينة والمتابعة لسبعة أسابيع فقط من بداية العلاج، أثبتت الدراسة حصول التحسّن لدي المصاب على المدى القصير. ومع تلك النتيجة جنبا إلى جنب مع غيرها من الدراسات خلُصَ الأطباء إلى أن ما يقرب من 80-95٪ من جميع حالات مرفق لاعب التنس يمكن علاجها بدون جراحة. ومع ذلك، لم يتم بعد تحديد النتائج على المدى الطويل.
في بعض الحالات، تحسنت شدة أعراض مرفق التنس من دون أي علاج وذلك في غضون ستة إلى 24 شهرا. إذا تُرك مرفق لاعب التنس دون علاج فيمكن أن يؤدي ذلك إلى ألم مزمن يضر بنوعية الحياة اليومية للمصاب.

### الحالات البسيطة
في الحالات البسيطة يتم العناية بالمنزل عن طريق:
- إراحة الرسغ والمرفق.
- تفادي أي نشاط يسبب أو يزيد الألم.
- كمادات ثلج مرتان يوميا لمدة 20 دقيقة لتقليل الألم والالتهاب. وذلك عن طريق لف قطع الثلج الصغيرة في قطعة من الشاش أو منشفة صغيرة وعمل كمادات بها (لا يجب وضع الثلج مباشرة على الجلد).
- استخدام أدوية مسكنة ومضادة للالتهابات مثل الأسبرين والبروفين (بعد استشارة الطبيب).

### العلاج الطبيعي
هناك عدة توصيات بشأن الوقاية، والعلاج، وتجنب تكرار الإصابة ولكنها إلى حد كبير قائمة على التخمين، بما في ذلك تمارين استطالة العضلات وتمارين التقوية التدريجية لمنع إعادة تهيج الوتر  وتدابير العملية الأخرى.
إحدى الطرق للمساعدة في علاج الحالات البسيطة لمرفق التنس هي مجرد استرخاء الذراع المتضرر. تسمح الراحة للتوتر والشدة في الساعد بالتَضَامّ ببطء مما يجعل الذراع في حالة صالحة للعمل مرة أخرى في غضون يوم واحد أو اثنين، تبعا للحالة.
برهنت دراسة تايلر (Dr. Timothy Tyler) أن ممارسة تمارين استطالة العضلات (بالإنجليزية: eccentric exercise) بالعصا المطاطية (بالإنجليزية: rubber bar) فعّآلة للغاية في القضاء على الألم وزيادة القوة. وقد وصفت صحيفة نيويورك تايمز في مقالة عام 2009 أبرز ما جاء في تلك الدراسة. ينطوي التمرين على القبض على العصا المطاطية بكلتا اليدين، ثم ليّها باليد السليمة، ثم فك الالتواء ببطء باليد المصابة بعد ذلك  نسخة محفوظة 24 ديسمبر 2012 على موقع واي باك مشين. 
هناك براهين بسيطة تدل على أن العلاجات الطبيعية بواسطة تمارين تحريك المفاصل (بالإنجليزية: Joint manipulation) في المرفق ورسغ اليد و تمارين تحريك مفاصل العمود الفقري (بالإنجليزية: Spinal manipulation) التي تعمل على أجزاء العمود الفقري العنقية والصدرية، تعطي نتائج وتغيرات سريرية بالنسبة للألم والوظيفة في العضو المصاب. وهناك أيضا أدلة معتدلة لنتائج على الفترات القصيرة والمتوسطة الأجل تبيّن فعالية تمارين فقرات العنق والصدر كعلاج إضافيّ على العلاج الطبيعى بالاستطالة والانقباض بالإضافة إلى تحريك الرسغ والساعد. وإن لم تكن هذه البراهين والأدلّة قاطعة حتى الآن، إلا أن تأثير أدوية المسكنات على المدى القصير قد يسمح بمزيد من القوة أثناء إجراء تمارين تقوية العضلات بالاستطالة والانقباض، مما يؤدى إلى التعافي بشكل أفضل وأسرع في الوتر المتضرر بالتهاب لقيمة العضد الوحشية.
العلاج بالليزر منخفض المستوى عن طريق جرعات محددة وأطوال موجية مصوّبة مباشرة إلى مغارز أوتار المرفق، يخفف الآلام على المدى القصير ويقلل الإعاقة في مرفق لاعب التنس، سواء كان ذلك بالليزر فقط أو بمصاحبة نظام لممارسة التمارين العلاجية. في الآونة الأخيرة، اكتسب الوخز بالإبر الجافة شعبية في أنواع مختلفة من اعتلال الأوتار والآلام التي أصلها العضلات [بحاجة لمصدر]. وحتى في التهاب لقيمة العضد الوحشية، يتم استخدام الوخز بالإبر الجافة على نطاق واسع من قبل العديد من متخصصي العلاج الطبيعي في جميع أنحاء العالم. ويعتقد أن الوخز بالإبر الجافة من شأنه أن يتسبب في جرح صغير في المكان المراد، من أجل تحقيق مختلف عوامل النمو المرغوب فيها في المنطقة المجاورة. ويهدف الوخز بالإبر الجافة أيضا إلى احداث استجابة ارتعاش محلية LTR (بالإنجليزية: local twitch response) في العضلات الباسطة، كما هو الحال في بعض حالات اصابة مرفق التنس، حيث تُغطّي عضلاتُ الساعد الباسطة نقاطَ الزناد (بالإنجليزية: trigger points)، والذي في حد ذاته يمكن أن يكون مصدراً رئيسياً للألم.

#### الأجهزة التقويمية

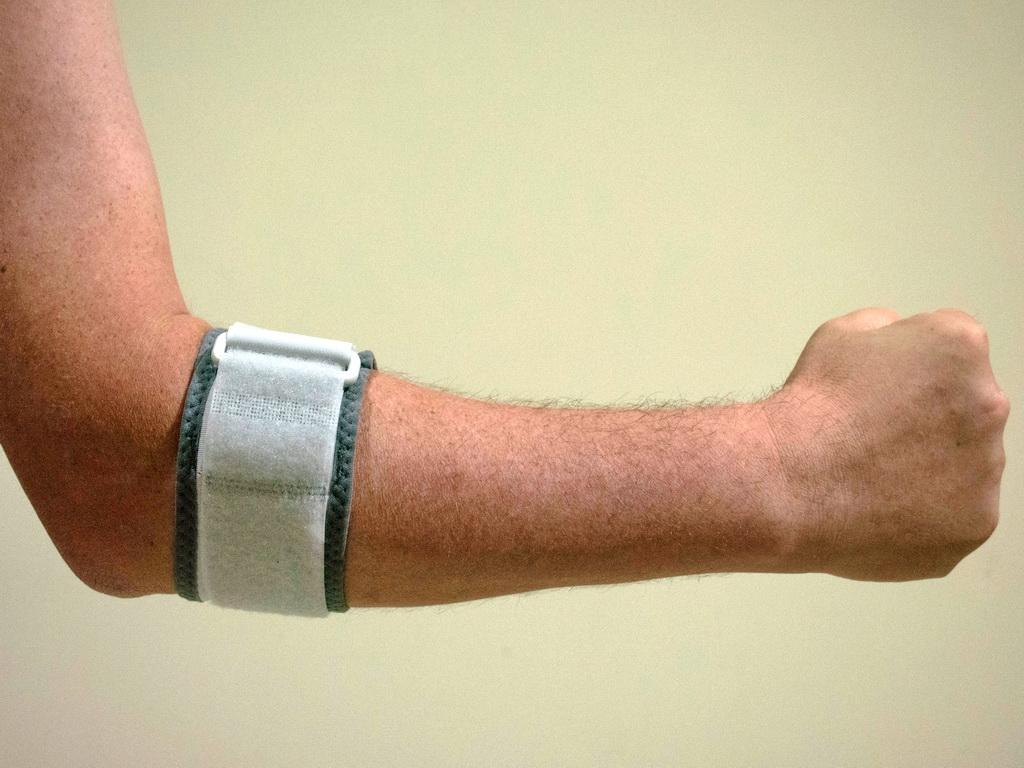
جبيرة القوة المعاكسة (على المرفق) counterforce elbow orthoses تقلل من الاستطالة داخل الألياف العَضَلِيّة الوَتَرِيّة.

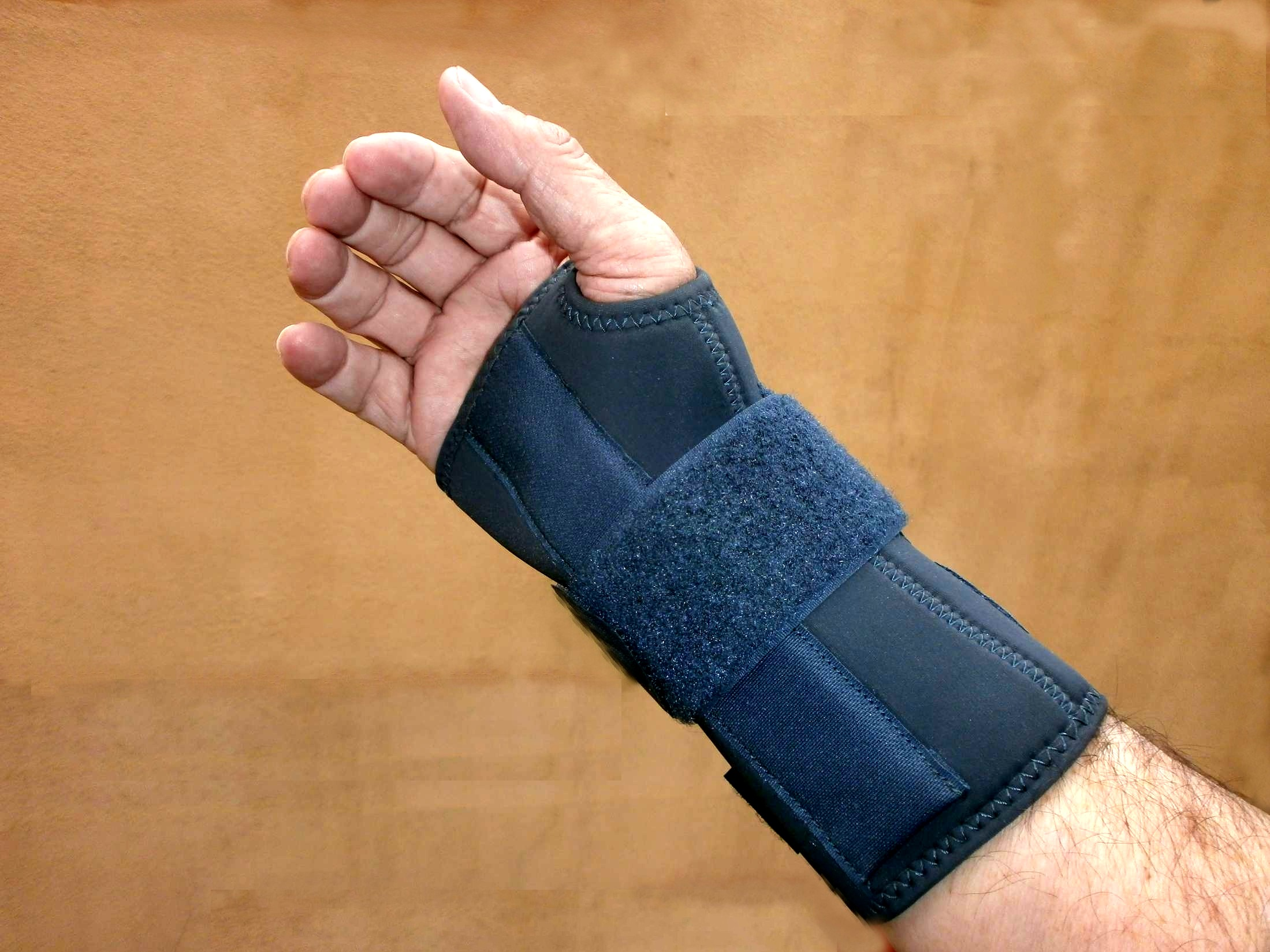
جبيرة تمديد الرسغ Wrist brace orthoses تحافظ على المعصم في حالة تَمَدّد بسيط.

الأجهزة التقويمية (بالإنجليزية: Orthotic devices) تستخدم خارجياً على الطرف المصاب لتحسين وظيفة هذا الطرف أو تقليل الألم. التقويميات (بالإنجليزية: Orthotics) هي تدخلات علاجية مفيدة كعلاج أوّلي لإصابة مرفق لاعب التنس. هناك نوعان رئيسيان من أجهزة تقويم العظام يمكن وصفهم لهذه المشكلة: جبيرة القوة المعاكسة لتقويم الكوع (بالإنجليزية: counterforce elbow orthoses) و جبيرة تمديد المعصم (بالإنجليزية: wrist extension orthoses).
- جبيرة القوة المعاكسة لها بنية محيطة بالذراع. هذه الجبيرة عادة لديها حزام يطبق بقوة ضامة على منشأ العضلات الباسطة للمعصم. القوة المطبقة من قبل الأجهزة التقويمية (الجبيرة) تقلل من الاستطالة داخل الألياف العَضَلِيّة الوَتَرِيّة (بالإنجليزية: musculotendinous).
- جبيرة تمديد المعصم تحافظ على المعصم في حالة تَمَدّد بسيط. هذا الوضع يقلل من اجهاد فرط التحميل في منطقة الإصابة.

أشارت الدراسات أن كلا النوعين من أجهزة التقويم: جبيرة القوة المعاكسة لتقويم الكوع و جبيرة تمديد المعصم يُحسّن وظيفة اليد ويقلل من الألم لمصابي مرفق لاعب التنس.

### العلاج الدوائي
على الرغم من أن مضادات الالتهاب توصف عادة لعلاج مرفق التنس، إلا أن الأدلة على تأثيرها يأتي من حالات فردية، بالإضافة إلى بعض الدراسات المحدودة التي تظهر فائدةً ما. تبيّن من استعراض منهجي أن العقاقير المضادة للالتهاب غير الستيرويدية الموضعية (المسكنات) قد تحسن الألم على المدى القصير (تصل إلى 4 أسابيع)، ولكن لم تتمكن من الخلوص إلى استنتاجات مؤكدة تستند إلى المنهجية. أما الأدلّة على المسكنات عن طريق الفم فهى متباينة.
الأدلة ضعيفة على حدوث تحسن من الحقن من أي نوع، سواء كان ذلك كورتيكوستيرويد، توكسين البوتولينوم (بوتوكس)، المعالجة بالتكاثر (Prolotherapy من الطب البديل - علاج الأنسجة عن طريق حقن محلول مُهَيّج لتخفيف الألم) أو مواد أخرى. قد تكون حقن الستيرويدات فعالة على المدى القصير ومع ذلك فليس لها من فائدة تذكر بعد عام بالمقارنة مع منهجية «الانتظار والترقب» (wait-and-see approach). أُجريت حديثاً تجربة منضبطة معشاة (randomized control trial) لمقارنة تأثير العلاج بحقن الكورتيكوستيرويد، أو العلاج الطبيعي، أو مزيج من حقن الكورتيكوستيرويد والعلاج الطبيعي معاً. وجدت الدراسة أن المرضى الذين تداووا بحقن كورتيكوستيرويد مقابل العلاج بالإيحاء (بالإنجليزية: Placebo) كان شفاؤهم أقل كمالاً أو حدث لهم تحسنٌ بعد عام واحد (الاختطار النسبي Relative risk 0.86). وكان معدل التكرار للمرضى الذين تلقّوا حقن الكورتيكوستيرويد عالياً بعد عام واحد مقابل العلاج بالإيحاء (54٪ مقابل 12٪، الاختطار النسبي 0.23). المضاعفات من حقن الستيرويد المتكررة تشمل المشاكل الجلدية مثل نقص التصبغ وضمور الدهون (fat atrophy) مما يؤدي إلى انبعاج الجلد حول موقع الحقن. قد يكون من المقبول استخدام توكسين البوتولينوم نوع A لشلّ عضلات الساعد الباسطة، وذلك في مصابي مرفق التنس المزمن الذي لم يتحسن مع التدابير المحافظة.

### الجراحة
في الحالات المستعصية، قد تكون الجراحة خيارا. وتشمل الأساليب الجراحية إجراء ما يلي:
- إطالة أو إطلاق أو إنْضار (إزالة المواد الغريبة والأنسجة الميتة) منشأ العضلات الباسطة في اليد عند لقيمة العضد الوحشية.
- دوران العضلة المرفقية.
- بتر الأعصاب عند اللقيمة المتوحشة.
- إزالة الضغط على العصب الخلفي بين العظمين.

يمكن تطبيق التقنيات الجراحية لالتهاب اللقيمة الوحشي عن طريق الجراحة المفتوحة، والجراحة من خلال الجلد أو الجراحة بالمنظار، مع عدم وجود دليل على أن أي نوع معين هو أفضل أو أسوأ من الآخر.

## التنبؤ بسيرالمرض
يكون مدى الاستجابة للعاج في البداية جيداً إلى أنه يضعف مفعوله تدريجيا في 25-50% من الحالات مع 40% عدم شعور بالراحة.

### إحصائيات
39.7% من لاعبي التنس سجلوا إصابات مشهودة وسابقة للمرفق وأقل من 24% من هؤلاء اللاعبين هم أقل من 50 سنة، سجلوا إصابات بالغة وشديدة، كما وسجل 42% من هؤلاء أكبر من سن الخمسين إصابات شديدة . بشكل عام يعد مرفق لاعب التنس أكثر شيوعا بين الأفراد أكثر من عمر 40 سنة، كما وتعد النساء أقل عرضة لزيادة المرض م من الرجال بنسبة 4:2 على التريتب، وعلى أية حال فإن حالة مرفق لاعب التنس تؤثر على كلا الجنسين بالتسأوي، بالرغم من أنه منتشر أكثر قليلا عند الرجال ولكن هذا الفرق إحصائيا لا يعد هاماً .
يعد وقت اللعب عاملا هاماً لحدوث حالة مرفق لاعب التنس وكلما زاد اللعب كلما ازدات نسبة الإصابة للذين تقل أعمارهم عن 40 عام، أما الذين أكبر من ذلك فإن نسبة إصابتهم هي أكثر بضعفين في حال اللعب أكثر من ساعتين على نحو متكرر .

## وصلات خارجية
- شاهد صور متحركة توضيحية تشرح اصابة مرفق لاعب التنس.
- موقع «صحة»، مرفق لاعب التنس - العلاج Tennis Elbow
- شاهد تمارين العصا المطاطية (rubber bar) لعلاج اصابة مرفق لاعب التنس.
- شاهد أهم ثلاث تمارين لعلاج اصابة مرفق لاعب التنس.
- دراسة تايلر Tyler study نسخة محفوظة 24 ديسمبر 2012 على موقع واي باك مشين. ، وفيها خطوات تمرين العصا المطاطية.

## صور اضافية

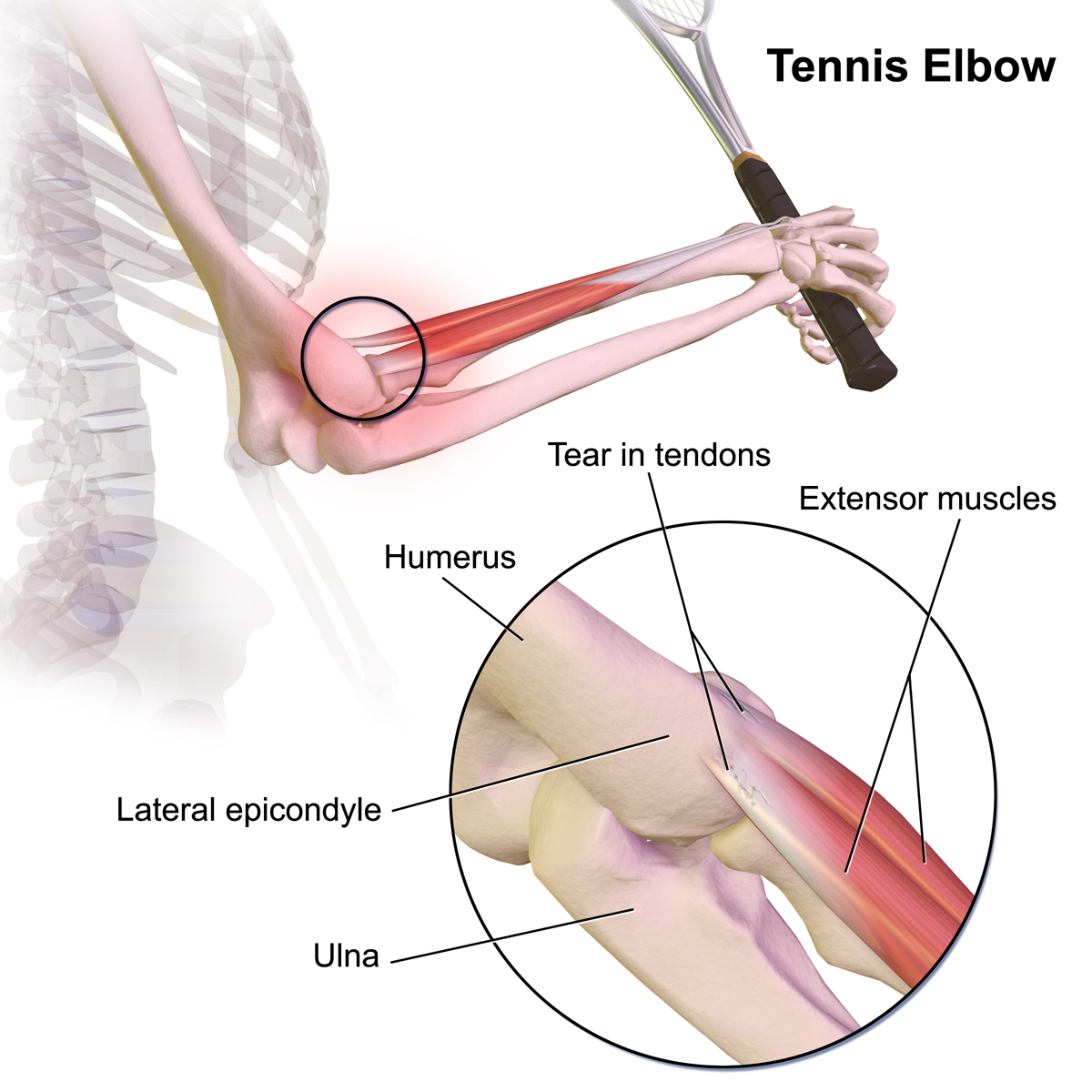
مرفق لاعب التنس.
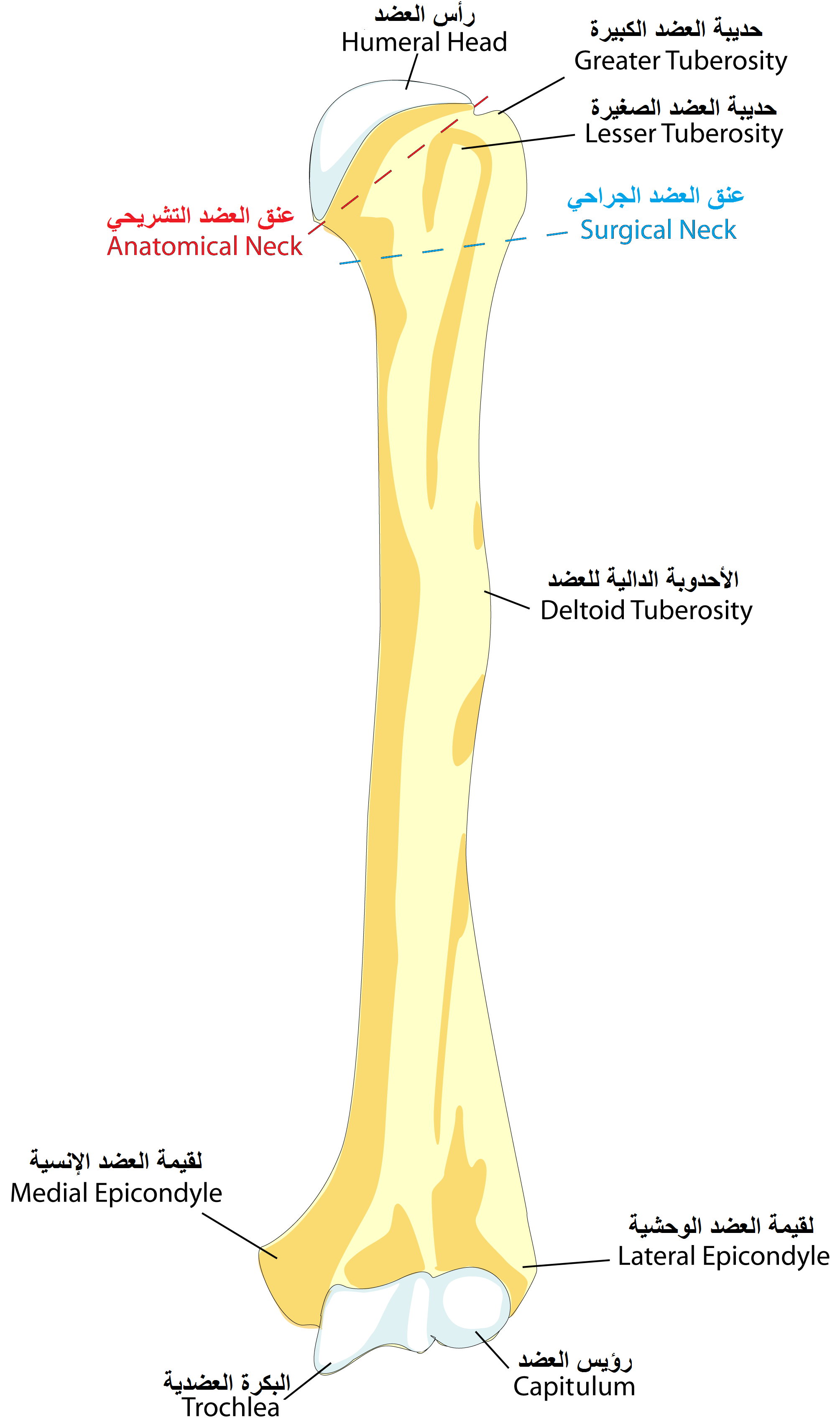
العضد الأيسر من الأمام.
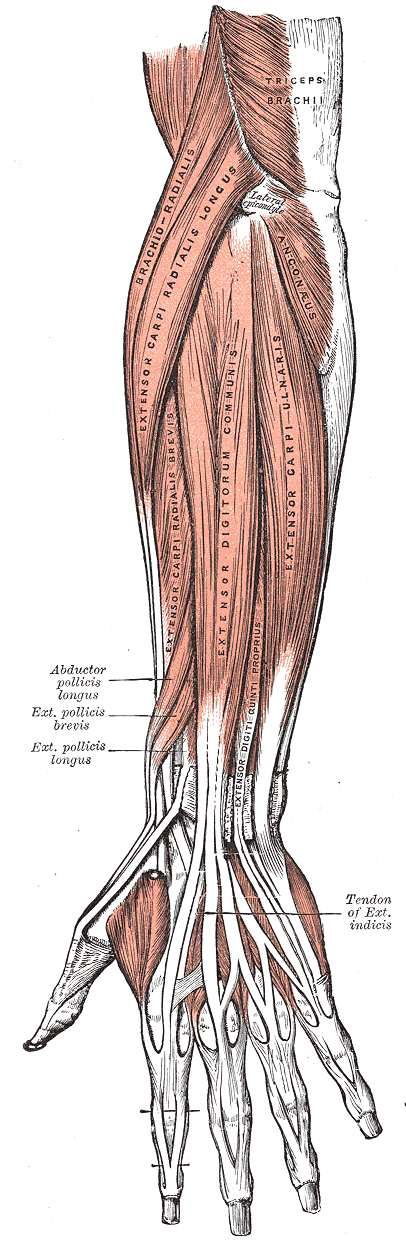
السطح الخلفي للساعد. العضلات السطحية.
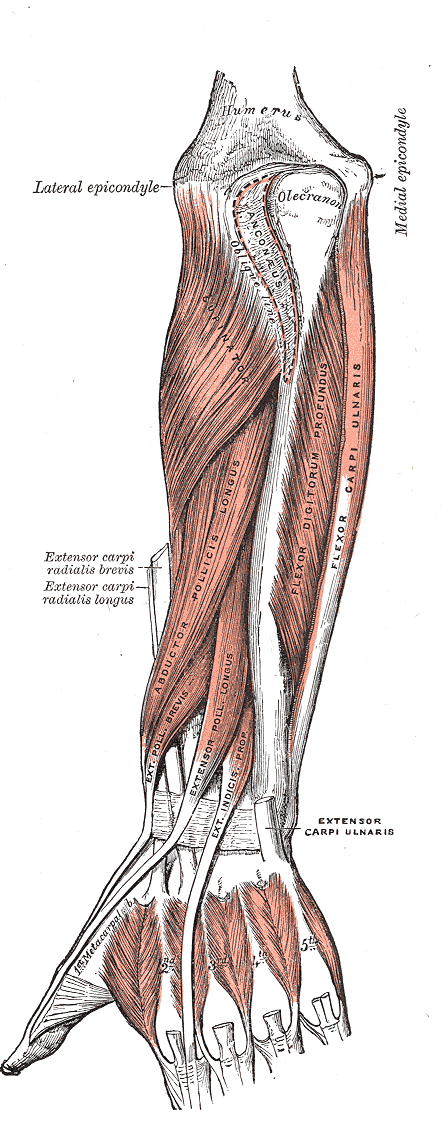
السطح الخلفي للساعد. العضلات العميقة.